# روستای کلیسا
روستای تاریخی کلیسا در استان زنجان شهرستان ماهنشان و در مسیر رودخانهٔ قلعه چای واقع شده‌است. قلعهٔ موجود در این روستا به عنوان یکی از آثار تاریخی شهرستان ماهنشان و ایران ثبت شده‌است.

## نامگذاری
دلیل نامگذاری این روستا به کلیسا وجود بنایی در بلندترین نقطهٔ مسکونی آن است که از آن با نام کلیسا نام برده می‌شود.

## بنای تاریخی موسوم به کلیسا

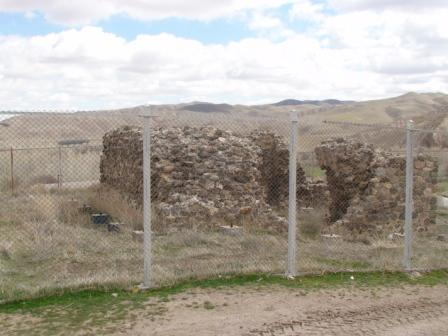
کلیسای روستای کلیسا شهرستان ماهنشان استان زنجان

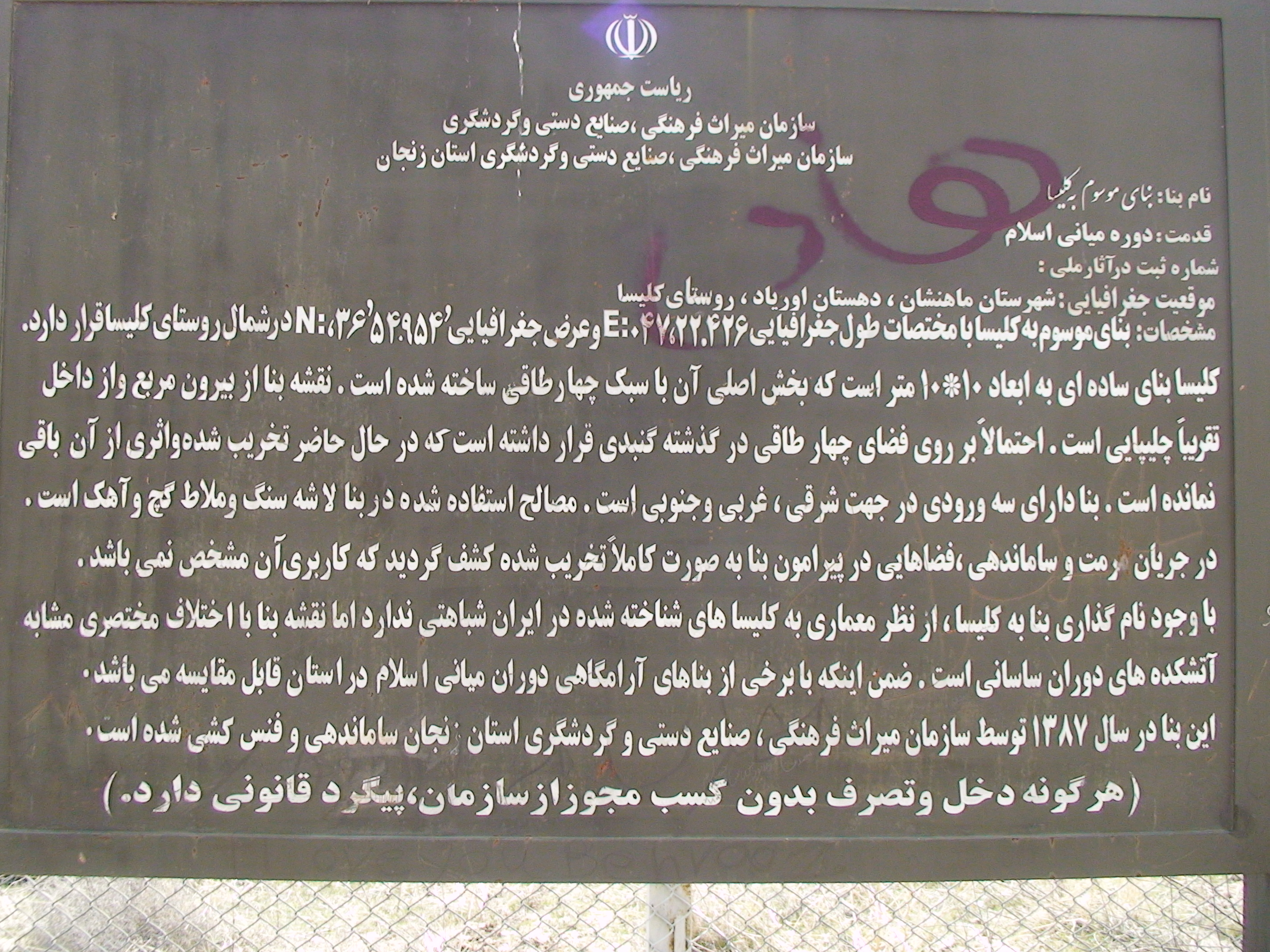
توضیحات اداره میراث فرهنگی دربارهٔ روستای تاریخی کلیسا واقع در شهرستان ماهنشان استان زنجان

آثار به جا مانده تنها یک چهار دیواری است که قسمت‌هایی از آن نیز خراب شده‌است و سنگ‌ها ی استفاده شده در دیوارها در سال‌های گذشته توسط اهالی برای ساخت خانه و… مورد استفاده قرار می‌گرفته‌است.
وجود راهروهای زیر زمینی در یکی از خانه‌های همجوار این روستا از اسراری است که هنوز به وضوح روشن نشده‌است، به عقیده اها این راهرو به زیر زمین بنا متصل است هر چند سازمان میراث فرهنگی تحقیقاتی در بارهٔ بنای کلیسا داشته‌است اما در خصوص وجود راهروهای زیر زمینی سخنی به میان نیامده است.